# إدوارد هولامبي
إدوارد إرنست هولامبي (8 يناير 1921 - 29 ديسمبر 1999) هو مهندس معماري إنجليزي ومخطط حضري ومحافظ على البيئة المعمارية. اشتهر بتصميم عدد من المجمعات السكنية الحديثة في لندن، وحقق كذلك شهرة لعمله في ترميم البيت الأحمر، وهو مبنى الفنون والحرف اليدوية في بيكسليهيث، جنوب شرق لندن، صممه ويليام موريس وفيليب ويب في عام 1859.
ولد هولامبي في مقاطعة هامرسميث الواقعة غرب لندن، وخدم في مشاة البحرية الملكية خلال فترة الحرب العالمية الثانية قبل أن يبدأ مسيرته المهنية في الهندسة المعمارية. انخرط في نشاطات الحزب الشيوعي في بريطانيا العظمى وغيره من الجماعات السياسية اليسارية الأخرى، ودفعته معتقداته الاشتراكية إلى العمل في القطاع العام، فعمل في البداية لصالح لجنة رعاية عمال المناجم ثم في مجلس مقاطعة لندن، حيث اضطلع في تصميم مجمعات سكنية حديثة وبنائها بعد الحرب كعقارات بيثنال غرينز أفيبوري وكيننغتون براندون ودتفورت بيبيز.
في عام 1952، انتقل هولامبي برفقة عائلته إلى البيت الأحمر، ونفذوا مشاريع لتجديده وترميمه. أُعجب هولامبي بويليام موريس بشدة، وهو أحد سكان المنزل الأصليين، وانخرط كذلك في الأنشطة المبكرة التي نفذتها جمعية ويليام موريس، بما في ذلك الاجتماعات التي عقدتها في المنزل الأحمر. في عام 1970، حصل على وسام رتبة الإمبراطورية البريطانية تكريمًا لمسيرته المهنية، وخلال الفترة 1969 إلى عام 1981، عمل مديرًا لقسم للهندسة المعمارية والتخطيط والتطوير في منطقة لندن بورو لامبيث، وذلك قبل أن ينتقل للعمل في شركة لندن دوكلاندز ديفيلوبمنت خلال الفترة 1981 إلى 1985. واصل هولامبي ترميم البيت الأحمر في أواخر عمره، وجعله مفتوحًا للزوار ومكانًا لإنشاء منظمة أصدقاء البيت الأحمر غير الهادفة للربح في عام 1998.
وصفت صحيفة ذا غارديان هولامبي بأنه «مهندس القرن العشرين المعماري، وموظف حكومي لا يؤمن فحسب بالهندسة المعمارية ذات الجودة المرتفعة، وإنما ببقاء النطاق العام والهندسة المعمارية العامة والتصميم المدني وتعزيزها».

## نشأته
ولد هولامبي في جادة ويليسلي السادسة في مقاطعة هامرسميث، غرب لندن. هو أكبر نجلي إثيل ماي هولامبي (كينغدوم قبل الزواج) وإدوارد توماس هولامبي، وهو شرطي. تلقى إدوارد الابن تعليمه الابتدائي في مدرسة كنيسة القديس بطرس، وحصل بعدها على منحة للدراسة في مدرسة فنية إعدادية.
خلال ثلاثينيات القرن العشرين، تلقى هولامبي تعليمه العالي في مدرسة هامرسميث للفنون والحرف القريبة حيث تلقى تدريبًا في مجال الهندسة المعمارية. تزايد اهتمامه بحركة الفنون والحرف وشجعه ألوين ووترز، أحد محاضريه، على ذلك. ساهم ووترز في تعزيز اهتم هولامبي بويليام موريس، الذي كان أحد رواد حركة الفنون والحرف اليدوية في الجزء الأخير من القرن التاسع عشر. في الوقت ذاته، تأثر هولامبي بالحركة الحداثية في الهندسة المعمارية التي انتمى إليها اثنان من محاضريه المفضلين، آرثر لينغ وأليكس لوي، وانضم كذلك إلى مجموعة الأبحاث المعمارية الحديثة.
انتقل هولامبي بعد الانتهاء من دراسته إلى لانكشاير للمساعدة في العمل على مشروع بناء مصنع الذخائر الملكية رقم 7 في كيركبي، لانكشاير، وذلك قبل أن يعود إلى لندن للعمل في تصميم المباني السكنية في منطقة متروبوليتان في هامرسميث. في 18 مايو 1941، تزوج هولامبي بدوريس إيزابيل باركر (1920-2003)، التي عملت كاتبة وكانت أحد أعضاء الحزب الشيوعي في بريطانيا العظمى. أُقيم حفل زفافهما في كنيسة القديس مايكل في توكينغتون، ميدلسكس، وانتقلا بعد ذلك للعيش في سانت بيتر سكوير في هامرسميث. أنجب الزوجان ابنتان وابنًا واحدًا. في أغسطس 1941، حيث شاركت بريطانيا في الحرب العالمية الثانية، تلقى هولامبي أمر تجنيده في مهندسي البحرية الملكية وخدم في ترينكومالي، سيلان.

## المسيرة المعمارية
كما هو الحال مع العديد من المهندسين المعماريين من أقرانه، تابع هولامبي مسيرته المهنية في العمل في وظائف مكاتب السلطة المحلية. كان عمله الأول مهندسًا معماريًا في لجنة رعاية عمال المناجم من عام 1947 إلى عام 1949، حيث اضطلع في تصميم حمامات المناجم وملحقاتها في منطقة لوفتهاوس، يوركشاير. حصل هولامبي على مزيد من المؤهلات من المعهد الملكي للمهندسين المعماريين البريطانيين، فشرع في الالتحاق بدورة مسائية في تخطيط المدن لمدة ثلاثة أعوام، حيث درس تحت إشراف ويليام هولفورد وآرثر لينغ في مدرسة بارتليت للهندسة المعمارية، لندن.
من عام 1949 إلى عام 1962، عمل هولامبي بإدارة ليزلي مارتن مهندسًا معماريًا أول في قسم المهندسين المعماريين في مجلس مقاطعة لندن. خلال هذه الفترة، أشرف على تصميم مدرستين متجاورتين في شمال هامرسميث، والتي تُعرف حاليًا باسم مدرسة فينيكس، على الرغم من أنه حاول تسمية المدرسة على اسم موريس، باءت محاولته بالفشل. شارك كذلك في تصميم العديد من العقارات السكنية الحداثية الشاهقة بعد الحرب وبنائها، كعقارات بيثنال غرينز أفيبوري وكيننغتون براندون، ونحت هنري مور تمثالًا له تكريمًا لعمله الأخير. خلال الأعوام الأخيرة التي قضاها هولامبي في هذا المنصب، ركز على العقارات في جنوب لندن، فعمل في مشروع عقار دتفورت بيبيز وشارك في التصاميم الأولى لما أصبح لاحقًا يُعرف بثيمسميد.
في يناير 1963، أصبح هولامبي المهندس المعماري لمدينة متروبوليتان في هامرسميث، ثم مهندس بلدية في منطقة متروبوليتان في لامبيث. بعد عملية إعادة تنظيم لندن الكبرى، بقي هولامبي في منصبه إلى أن انتقل للعمل في لندن بورو لامبيث. جرت ترقيته إلى منصب مدير الهندسة المعمارية والتخطيط والتطوير في البلدة، والذي شغله من عام 1969 إلى عام 1981. أشرف هولامبي في هذا المنصب على بناء العديد من أبراج المجمعات السكنية الشاهقة بالإضافة إلى تطوير حدائق كريسنغهام منخفضة الارتفاع، وتصميم مخطط مجمعات ذات كثافة سكانية مرتفعة في سنترال هيل، فضلًا عن مشروع يربط بين بناء المساكن الجديدة والحفاظ على المساكن القديمة، ولا سيما الواقعة حول شارع كلافام مانور. في عام 1970، حصل هولامبي على وسام الإمبراطورية البريطانية تكريمًا لعمله في مجال الهندسة المعمارية. ومع ذلك، في أوائل ثمانينيات القرن العشرين، أصبح غير راضٍ عن عمله في هذا المنصب نتيجة الاختلاف مع بعض السياسيين المحليين في حزب العمال وسعى إلى العثور على منصب غيره.
في ظل التغييرات الاقتصادية الليبرالية الجديدة المتنامية التي أحدثتها الحركة التاتشرية خلال عهد مارغريت تاتشر، انتقل هولامبي في عام 1981 للعمل في مؤسسة تطوير دوكلاندز في لندن حيث أصبح أول مدير لقسم الهندسة المعمارية والتخطيط حتى عام 1985 عندما تقاعد. تزامن ذلك مع استحداث أكبر مشروع تجديد حضري في أوروبا. اقترح هولامبي تنفيذ مزيج من إعادة تطوير المباني الحالية والحفاظ عليها لوضع دليل إنشاء التصميم الحضري لتجديد جزيرة الكلاب. في هذا المنصب، نفذ هولامبي حملة استهدفت سكة حديد دوكلاندز وأشرف على التجديد الخارجي لكنيسة سانت جورج في الشرق.
خلال مسيرته المهنية، عمل هولامبي في مجالس إدارة التراث الإنجليزي من عام 1986 إلى 1990، ومجلس المباني التاريخية من عام 1972 إلى 1982، والمعهد الملكي للمهندسين المعماريين البريطانيين خلال الفترتين 1961- 1966 و1966- 1972.